# Суперкубок Італії з волейболу серед жінок 2018
23 розіграш Суперкубка Італії з волейболу серед жіночих команд відбувся 10 листопада 2018 року у Віллорбі (провінція Тревізо). За трофей боролися чемпіон Італії в сезоні 2017—2018 «Імоко Воллей» (Конельяно) і володар національного кубка «Ігор Горгонзола» (Новара). «Імоко» здобув другу перемогу в цьому турнірі.

## Учасники
| Команда           | Місто     | Досягнення                              |
| ----------------- | --------- | --------------------------------------- |
| «Імоко Воллей»    | Конельяно | Чемпіон Італії в сезоні 2017—2018       |
| «Ігор Горгонзола» | Новара    | Володар кубка Італії в сезоні 2017—2018 |

## Матч
| Дата       | Час |                            | Рахунок |                            | Сет 1 | Сет 2 | Сет 3 | Сет 4 | Сет 5 | Всього | Звіт |
| ---------- | --- | -------------------------- | ------- | -------------------------- | ----- | ----- | ----- | ----- | ----- | ------ | ---- |
| 10.11.2018 |     | «Імоко Воллей» (Конельяно) | 3–1     | «Ігор Горгонзола» (Новара) | 25–21 | 25–17 | 17–25 | 25–23 |       | 92–86  |      |

| 4                  | Меган Годж             | 7  |
| 5                  | Робін де Крюйф         | 11 |
| 11                 | Анна Данезі            | 7  |
| 13                 | Саманта Фабріс         | 21 |
| 14                 | Йоанна Волош           | 3  |
| 17                 | Міріам Сілла           | 16 |
| 10                 | Моніка Де Дженнаро (л) |    |
| 1                  | Мію Нагаока            | 1  |
| 8                  | Елеонора Ферсіно (л)   |    |
| 15                 | Кімберлі Гілл          | 10 |
| 16                 | Валентина Тіроцці      |    |
| Резерв:            |                        |    |
| 3                  | Марта Бекіс            |    |
| 7                  | Рафаела Фольє          |    |
| 18                 | Гайя Моретто           |    |
| Головний тренер:   |                        |    |
| Даніеле Сантареллі |                        |    |

| 1                 | Лорен Карліні           |    |
| 5                 | Яміла Нісетич           | 3  |
| 10                | Крістіна Кірікелла      | 13 |
| 14                | Мішель Барч             | 10 |
| 17                | Стефана Велькович       | 11 |
| 18                | Паола Егону             | 30 |
| 11                | Стефанія Сансонна (л)   |    |
| 12                | Франческа Піччініні (к) | 2  |
| 13                | Ербліра Біці            |    |
| 15                | Джорджія Дзанноні       |    |
| Резерв:           |                         |    |
| 2                 | Федеріка Стуфі          |    |
| 3                 | Летіція Камера          |    |
| 4                 | Селесте Плак            |    |
| Головний тренер:  |                         |    |
| Массімо Барболіні |                         |    |

- Арбітри: Ла Мікела, Черра.
- Тривалість матчу 102 хвилини (27+25+24+26).
- Кількість глядачів: 3900.
- Найкраща волейболістка матчу (MVP): Саманта Фабріс.